# Асков (город, Миннесота)
А́сков (англ. Askov) — городок в США, входит в состав округа Пайн штата Миннесота.

## История

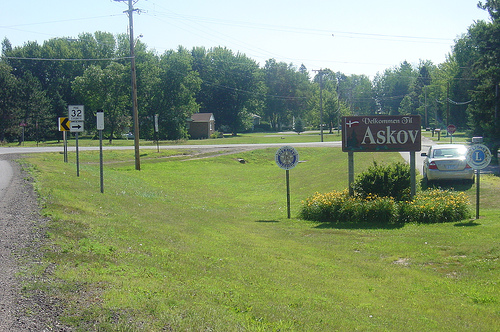
На въезде в город

Основан в девятнадцатом веке под первоначальным названием Партридж (англ. Partridge). Был уничтожен пожаром 1896 года, и восстановлен некоторое время спустя переселенцами из Дании. Событие отразилось в новом названии населённого пункта — «askov» в переводе с датского означает «горящий лес». Статус города получен 18 августа 1921 года. Большинство улиц в Аскове до сих пор носят датские названия.
Город долгое время был известен как центр выращивания брюквы в США, до пожара на складе в 1970-х годах. Каждую четвёртую неделю августа здесь проводится ежегодный овощеводческий фестиваль «Askov Rutabaga Festival».

## География
Площадь населённого пункта составляет 3,3 км²; вся территория занята сушей.

## Демография
Согласно переписи 2002 года, проживают 368 человек. Плотность населения составляет 111,3 чел./км² (228,3 чел./мил²).
Всего здесь насчитывалось 368 жителей, 165 домохозяйств и 92 семьи. Расовый состав населения — 95,92 % белокожих, 0,27 % афроамериканцев, 1,63 % коренных американцев, 0,54 % азиатов, 0,54 % из других рас и 1,09 % составляли потомки от смешанных рас. Средний доход обычного жителя города составил $28472, а средний доход на семью — $36250. Около 5,3 % семей и 9,2 % населения находятся за чертой бедности.

## Известные жители и уроженцы
- Яльмар Петерсен (англ. Hjalmar Petersen) — бывший губернатор Миннесоты, датчанин по происхождению; в Аскове находилась его резиденция.
- Верн Миккельсен (англ. Vern Mikkelsen) — американский баскетболист датского происхождения; некоторое время жил в Аскове и учился в местной школе.

## Дополнительные сведения
- Телефонный код города — 320
- Почтовый индекс — 55704
- FIPS-код города — 27-02548[2]
- GNIS-идентификатор — 0639478[3]